# 硫化
在高分子化学中，硫化（Vulcanization）指的是橡胶胶料通过生胶分子间交联，生成具有三维网络结构的硫化胶的过程。
含有双键的弹性体在工业上多采用硫或有机硫化合物来进行硫化交联，因此在橡胶工业中，“硫化”与“交联”是同义词。交联的目的是为了使胶料具备高强度、高弹性、高耐磨、抗腐蚀等优良性能，消除永久形变，使橡胶在变形之后，能迅速并完全地恢复原状。因为最早发现的交联剂是硫磺，故得名“硫化”。
一般需经过硫化的橡胶品种有丁二烯、氯丁二烯、异戊二烯的1,4-聚合物——顺丁、异戊、氯丁橡胶，以及共聚物丁苯、丁基和丁腈橡胶等。

## 具体过程
二烯烃类化合物在经过聚合后，主要生成的是线形的高分子长链。这样的橡胶通常性能较差，不易成型，受热变软，遇冷变硬变脆，容易磨损和老化。硫化是对橡胶性能进行改良的一种过程。在这个过程中，线性结构的大分子发生交联生成具有三维立体网状结构的分子，稳定了分子的立体结构，从而使橡胶的弹性、强度等诸多性能都得到增强。
单以硫作为二烯烃聚合物的交联剂时，实验表明自由基引发剂、阻聚剂都对反应没有影响，电子顺磁共振也未检测出自由基，而相反，有机酸碱和介电常数大的溶剂却能加速硫化的过程，从而说明该硫化过程是一个离子型连锁反应。一般认为，硫化过程的第一步是聚合物的双键与极化后的硫或硫离子对反应，形成一个环状的锍离子。锍离子从聚合物链夺取氢原子，使后者生成烯丙基碳正离子。该碳正离子先与硫反应，然后再与大分子的双键加成，从而产生交联。之后再发生一个氢转移，继续与大分子反应，从而再生出碳正离子，推动反应一直进行下去。硫化后的分子结构大致如下：

## 加速硫化
用硫单独对聚二烯烃进行硫化时，硫化速度相当慢，通常需要几小时才能完成，效率也较低，只有40～50％的硫能有效地达到交联的目的。而其他的硫，主要浪费在大分子的分子间相邻双交联（实际上只起到单交联的作用），以及分子内的硫化成环上。所以实际生产时，常常需要加入促进剂，来加快硫化的速率以及提高硫化的效率。促进剂主要是有机硫化合物，特别是二硫化物和多硫化物，例如四甲基秋兰姆二硫化物、二甲基二硫代氨基甲酸锌、2-巯基苯并噻唑和苯并噻唑二硫化物。少数不含硫的化合物，如二苯胍类或烏洛托品，也可作为促进剂。
促进剂一般还需要与金属氧化物、脂肪酸等活化剂连用，使效率达到最大。最常用的活化剂是氧化锌和硬脂酸。
虽然加速硫化的具体机理目前还不清楚，但加速硫化的效果是显著的。原来用硫需要用数小时才能完成的硫化，在促进剂和活化剂的作用下几分钟内就可以完成。反应的效率也有所提高，硫的浪费程度大大降低，有些时候促进剂和活化剂体系的交联效率可达到每交联略少于2个硫原子，大多数交联是单硫键和双硫键，甚少相邻双交联和硫环。